# 格雷戈里島
格雷戈里島（英語：Gregory Island），是南極洲的島嶼，位於維多利亞地的斯科特海岸，處於阿徹角東北面5公里，由英國探險隊發現，現時由南極條約體系管理。